# Komunistická strana Arménie
Komunistická strana Arménie byla strana, která spadala pod Komunistickou stranu Sovětského svazu. Strana působila pouze v Arménii. Vznikla v roce 1920, když Rudá armáda obsadila Arménii. V roce 1991 se strana rozpustila a vznikly dvě nové strany - Demokratická strana Arménie, která má postoje demokratického socialismu, a Arménská komunistická strana, jejíž zakladatel je Sergey Badalyan. Arménská komunistická strana se na rozdíl od Demokratické strany Arménie nedistancovala a také do roku 2003 byla v arménském parlamentu.